# Borîsî, Iavoriv
Borîsî (în ucraineană Бориси) este un sat în comuna Zalujjea din raionul Iavoriv, regiunea Liov, Ucraina.

## Demografie
Componența lingvistică a localității Borîsî
     Ucraineană (100%)
Conform recensământului din 2001, toată populația localității Borîsî era vorbitoare de ucraineană (100%).